# 綠色環境資源
綠色環境資源有限公司，簡稱綠色環境資源或綠色環境，前身為宏昌國際投資控股有限公司，簡稱宏昌國際投資控股、宏昌國際投資或宏昌國際（港交所除牌時為0061.HK），當時主要經營農業業務及土地保育。
在2007年，進行收購農業業務及土地保育，企業包括Huge Value Development Limited，以及Quest Asia Development Limited，但由於受到地方限制，同時受到競爭加劇，到2010年，進行股份合併、削減股本、股份拆細、註銷股份溢價，同時又收購北亞資源集團有限公司，主要資產是蒙古首都烏蘭巴托西南方地區，主要經營金屬礦類別的，Golden Pogada LLC，更名為北亞資源控股有限公司至今。

## 連結
- 北亞資源 （页面存档备份，存于）